# Aenictus bodongjaya
Aenictus bodongjaya (лат.) — вид муравьёв-кочевников, принадлежащий к роду Aenictus. Назван по месту обнаружения типового материала: Bodong Jaya на острове Суматра.

## Распространение
Юго-восточная Азия: Индонезия (южная Суматра, Lampung Barat, Sumberjaya, Bodong Jaya).

## Описание
Длина рабочих около 3 мм. Основная окраска желтовато-коричневая (ноги и усики светлее). Голова, грудка (пронотум, кроме мезонотума и проподеума), стебелёк (петиоль и постпетиоль) и брюшко блестящие. Тело покрыто длинными отстоящими волосками. Длина головы рабочих (HL) 0,68—0,80 мм; ширина головы (HW) — 0,53—0,65 мм; длина скапуса усика (SL) — 0,48—0,58 мм; индекс скапуса (SI) — 91—100. Усики 10-члениковые, скапус длинный, достигает задний край головы. Жвалы субтреугольные. Передний край клипеуса выпуклый, с несколькими зубчиками. Стебелёк между грудкой и брюшком у рабочих состоит из двух члеников, а у самок и самцов — из одного (петиоль). Нижнечелюстные щупики самок и рабочих 2-члениковые, нижнегубные щупики состоят из 2 сегментов (формула 2,2; у самцов 2,1). Проподеальное дыхальце расположено в верхней боковой части заднегруди. Голени с двумя шпорами. Жало развито.
Вид был впервые описан в 2011 году таиландским мирмекологом Вияватом Джайтронгом (Dr. Weeyawat Jaitrong) и японским энтомологом С. Яманэ (Dr. Yamane S.) по материалу рабочих особей из Суматры. Включён в состав видовой группы Aenictus laeviceps species group, где близок к видам Aenictus hodgsoni и Aenictus brevinodus, отличаясь полностью гладкими и блестящими ногами и многочисленными волосками груди (более 15), а также к видам Aenictus fulvus и Aenictus alticola, отличаясь скульптированной частью груди (мезоплевроном) и формой стебелька.